# Seyidli (Agdam)
Seyidli est un village de la région d'Agdam en Azerbaïdjan.

## Histoire
En 1992-2020, Seyidli était sous le contrôle des forces armées arméniennes. Le 20 novembre 2020, la région d'Agdam, y compris le village de Seyidli a été rétrocédée à l'Azerbaïdjan conformément aux termes de la Déclaration tripartite du 10 novembre 2020, signée par les présidents azerbaïdjanais et russe et le premier ministre arménien.

## Géographie
Le village de Seyidli de la région d'Agdam est situé dans la plaine du Karabagh, dans la circonscription territoriale administrative Seyidli.

## Économie
La principale occupation de la population est l'élevage, sériciculture, viticulture et l'agriculture.

## Culture
Avant l'occupation il y avait deux écoles secondaires, un centre culturel, une bibliothèque, une école musicale, un club, centre de communication et un poste médical dans le village.

## Population
Selon les statistiques de 1983, la population du village est de 3478 personnes.